# آرام میرانگیولیان
آرام هاروتیونی میرانگیولیان (ارمنی: Արամ Հարությունի Մերանգուլյան؛  زادهٔ ۸ ژوئن ۱۹۰۲ - درگذشته ۱۷ نوامبر ۱۹۶۷}) آهنگساز، رهبر ارکستر، نوازنده تار و کارشناس آموزشی و پرورشی  اهل ارمنستان است.

## زندگی‌نامه
وی در ۸ ژوئن ۱۹۰۲ در چننب به دنیا آمد و از کنسرواتوار دولتی کومیتاس ایروان فارغ‌التحصیل گشت. وی همچنین برنده جوایزی همچون هنرمند مردمی ارمنستان شوروی (1959)، هنرمند شایسته ارمنستان شوروی، نشان برجسته افتخار و مدال دفاع از قفقاز شد. وی در ۱۷ نوامبر ۱۹۶۷ در سن ۶۵ سالگی در ایروان درگذشت

## نگارخانه

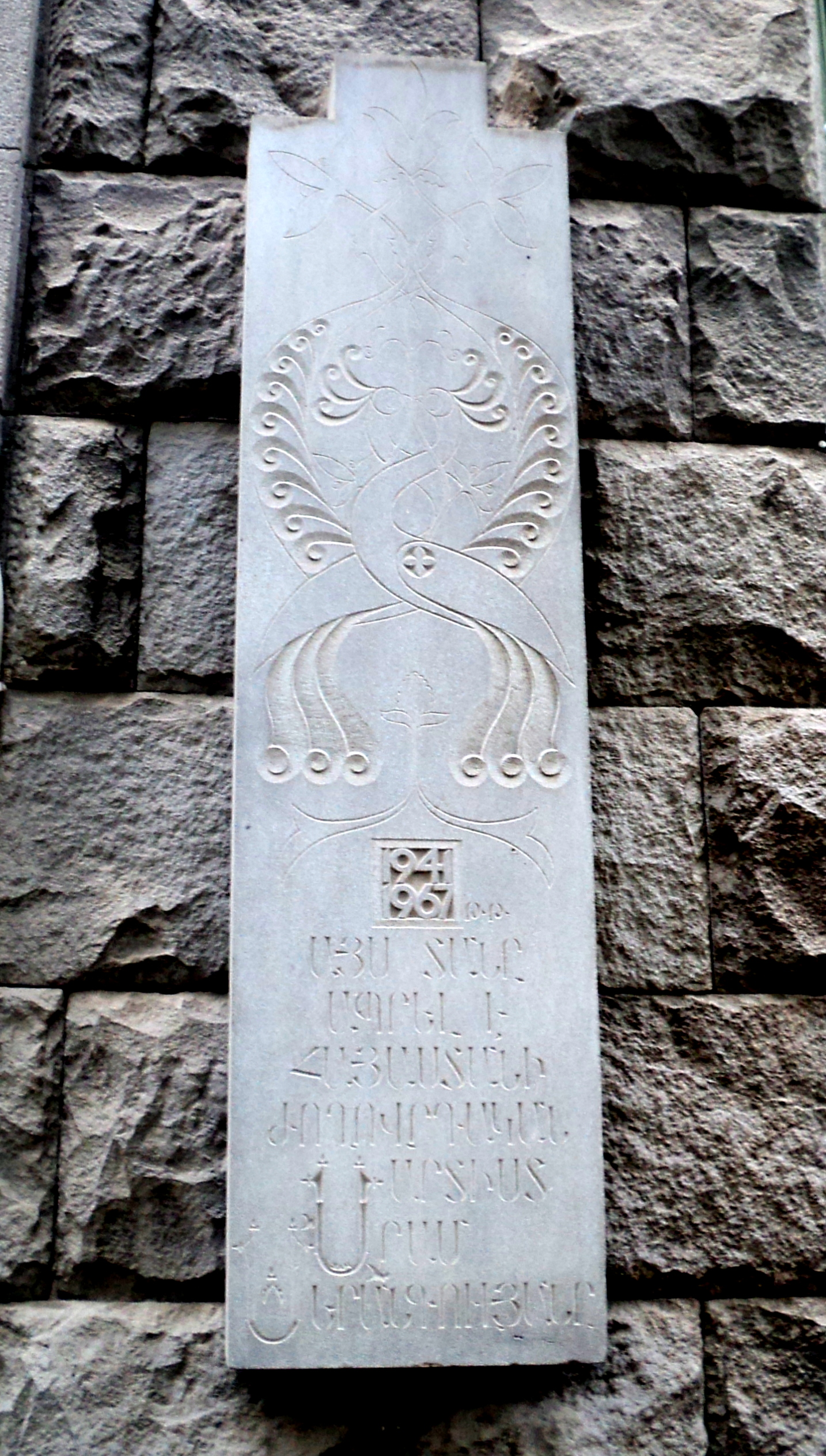